# Nakuru-tó Nemzeti Park

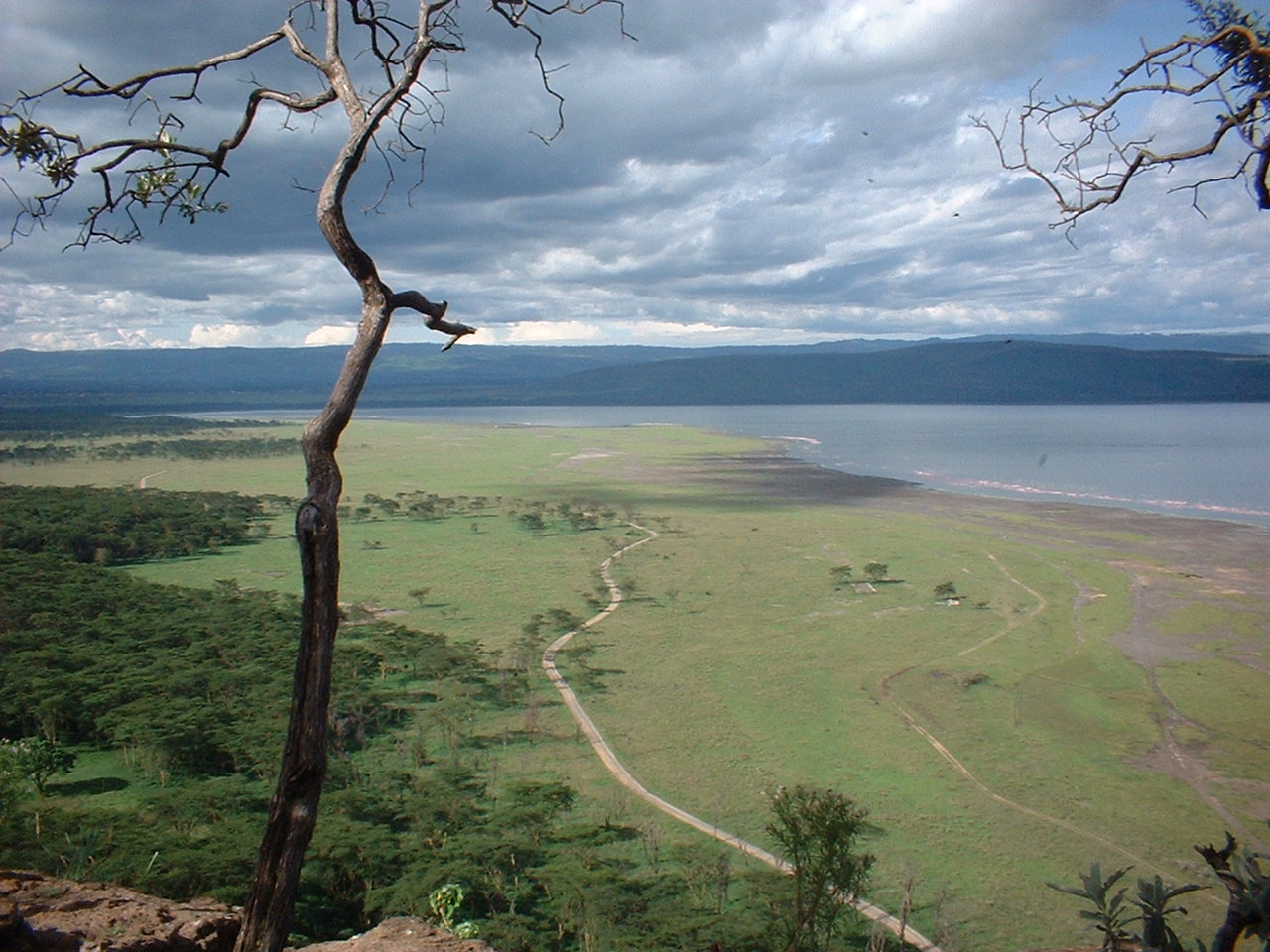
A tó 2003 májusában

A Nakuru-tó Nemzeti Park (Lake Nakuru National Park) Kenya Hasadékvölgy tartományában, Nairobitól 160 km-re, Nakuru városától délre, a Nakuru-tavat körülölelő területen fekszik. (Nakuru jelentése maszáj nyelven „por” vagy „poros hely”). A természetvédelmi terület központi része a Nakuru-tó, melyben az itt bőségesen található táplálék flamingók hatalmas tömegeit vonzza a tó partjaira. A nemzeti parkot 1999. augusztus 16-án felvették az UNESCO világörökségi javaslati listájára.

## Története

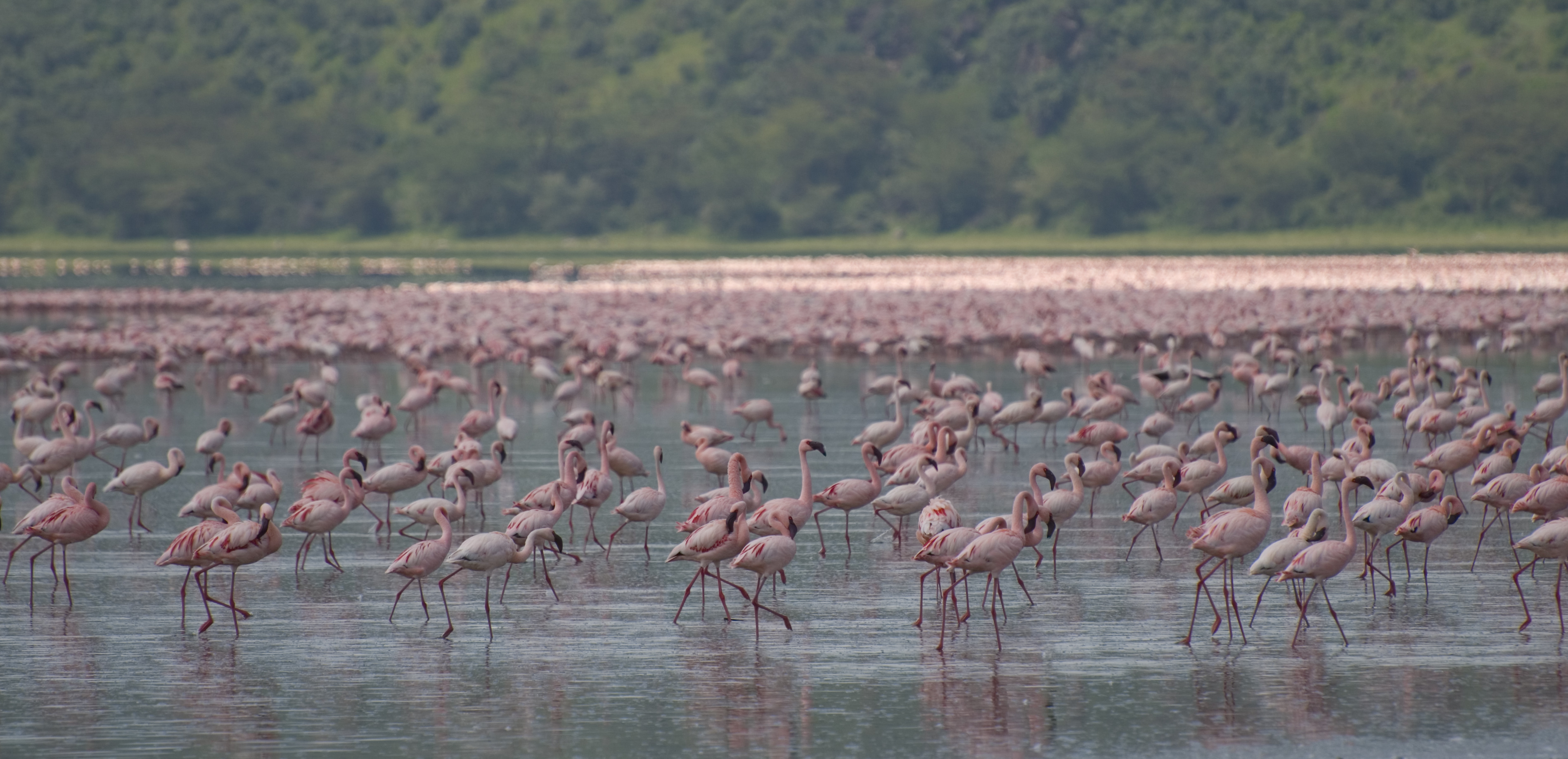
A rózsaszínben pompázó tó

A Nakuru-tavat 1960-ban nyilvánították madárrezervátummá, majd 1968-ban nemzeti park státuszt kapott. A park területét az évek folyamán 188 km²-re növelték, hogy ez által a tó területét védő pufferzóna jöjjön létre, mely megakadályozza az emberi települések terjeszkedését és a vízgyűjtő terület közvetlen közelében csökkenti a városi és mezőgazdasági fejlesztések hatását. 1974-ben észak felé terjesztették ki a park területét. A parkot 1983-ban orrszarvú-menedékhellyé nyilvánították. Az ezt követően beindult orrszarvúállomány növelő program a Dél-afrikai Köztársaságból kapott fehér orrszarvúkat. A világörökségi javaslati listára kerülés időpontjában körülbelül 45 fekete és 31 fehér orrszarvú élt a parkban. A tó a vizes területek védelmére létrehozott Ramsari egyezmény listáján is szerepel. A tó táplálkozási láncának alapja a cyanophyte spirulina platensis, mely a kis flamingók hatalmas tömegét látja el élelemmel.

## Jellemzői
A parkot lágyan hullámzó terep jellemzi, melyet a Nagy-hasadékvölgy száraz völgyeinek jellegzetes növényzete, nyílt bozótosok és erdők borítanak. A park területének 27%-án maga a Nakuru-tó terül el. A tó Nakuru városától 2 km-re délre fekszik, területe 49 hektár (9 km hosszúságú, legszélesebb részén 5,5 km-es). A tó és környéke kizárólagosan természetvédelmi célokat szolgál, míg a környező vízgyűjtő területeken intenzív mezőgazdasági termelés, erdészet és állattenyésztés folyik.

## A Nakuru-tó
A Nakuru-tó a Nagy-hasadékvölgy egyik alkalikus tava. A tó a Nakuru-tó Nemzeti Park területén fekszik, a park védőövezetet jelent a tó számára. A tó vízfelületének mérete változó, a száraz évszakban akár 5 km²-re is összezsugorodik, míg az esős évszakban elérheti a 45 km² területet is. A tó vize alkalikus.
A tavat alkalikus vizű mocsarak szegélyezik, melyeket a folyók torkolatánál nád, Cyprus laevigatus és gyékényfélék borítanak. A tó körül átmeneti szavannás területek fekszenek, melyeken Dichticlis fajok nőnek.
A tó a partjain fészkelő flamingók millióiról nevezetes. A tó felszíne gyakorta nem is látható a folytonosan mozgásban lévő flamingók tömegeitől. A flamingók száma a víztől és a rendelkezésre álló élelemtől függ, megfigyelésükre a legalkalmasabb hely a Baboon Cliff kilátó. A tó körül egy óriási területet, a Rothschild zsiráfok és az orrszarvúk menhelyét kerrítéssel vettek körül. A park területét nemrégiben növelték meg, elsősorban a fekete orrszarvúk védelme érdekében. A kerítés célja nem az állatok mozgásának korlátozása, hanem elsősorban az orvvadászoktól védi a vadállományt. A park délkeleti végében egy lehetséges jövőbeni területbővítéssel kapcsolat teremthető a Naivasha-tó állatvilágával.

## Élővilága

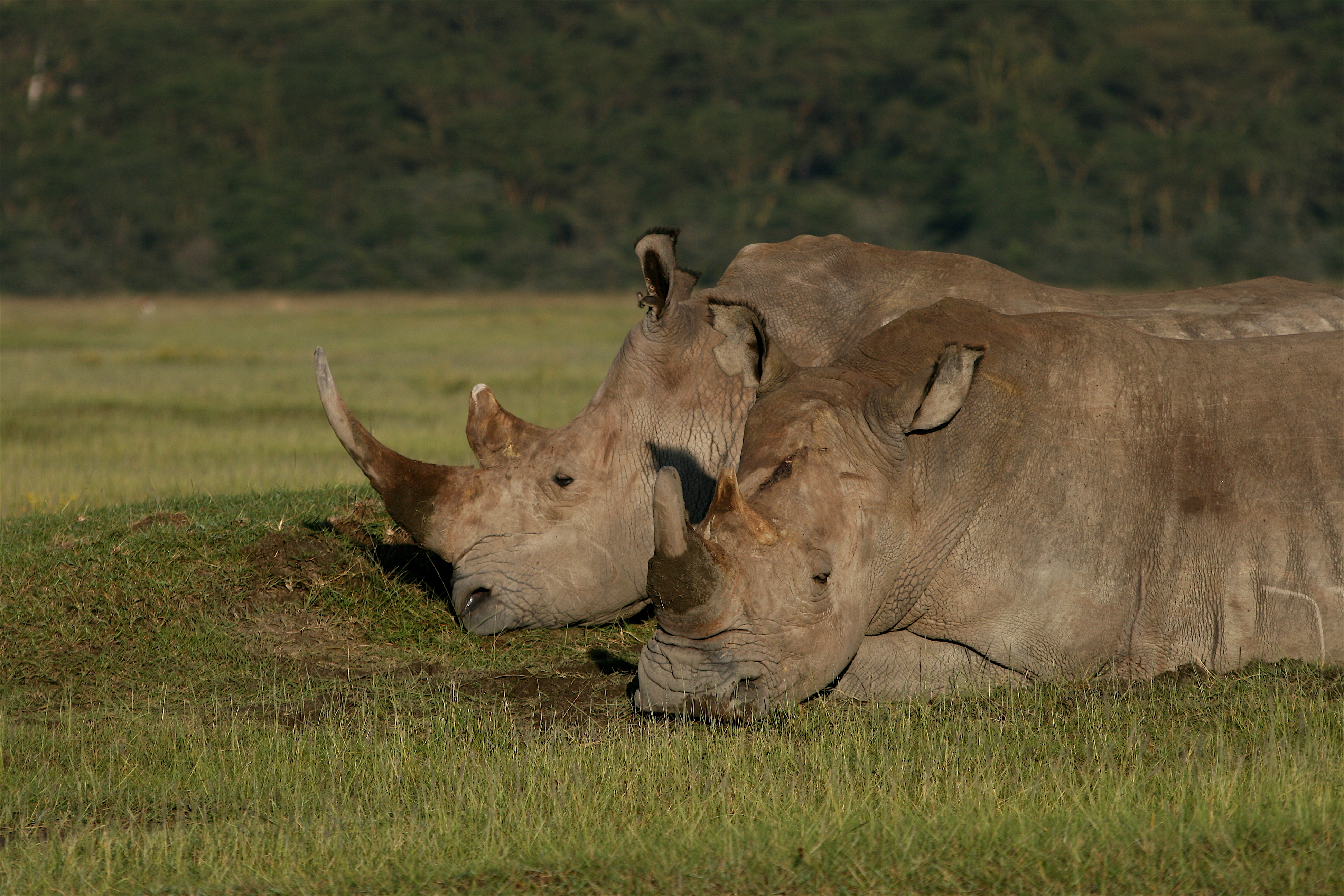
Fehér orrszarvúk a Nakuru-tó Nemzeti Parkban

A sekély, alkalikus vizű Nakuru-tó, melynek vízfelülete az évszaktól függően 5 és 45 km² között ingadozik, a Nairobitól 160 km-re fekvő Nakuru város déli peremén terül el. Elhelyezkedése miatt a fővárosból akár egynapos kirándulással is elérhető. A tó világhírét a Föld egyik legnagyobb madárlátványosságától kapta: a tó felszínét gyakran több mint egymillió rózsaszín flamingó sokasága lepi el. A flamingók a tó meleg vizében bőséggel növekvő algákkal táplálkoznak. Tudósok számításai szerint a Nakuru-tó madárpopulációja évente 250 000 kg algát fogyaszt el hektáronként. A tavon két flamingófaj él: a rózsás flamingó (Phoenicopterus roseus)  és a kis flamingó (Phoenicopterus minor). Ez utóbbit könnyen fel lehet ismerni sötét kárminvörös csőréről és rózsaszín tollazatáról, míg nagyobb méretű rokona csőrének vége fekete. A dokumentumfilmekben inkább a kis flamingó jelenik meg, egyszerűen amiatt, mert számuk sokkal nagyobb. A flamingók száma az utóbbi időkben csökkenésnek indult, valószínűleg a megnövekedett turizmus, és a környező ipari üzemek szennyvize miatt, de az is lehetséges, hogy a vízminőség romlása következtében az életkörülmények már nem annyira kedvezőek számukra. A száraz évszak alatt a tó rendszerint visszahúzódik majd az esős évszakban szintje ismét megemelkedik. Az utóbbi években jelentős különbség mutatkozott a száraz és esős évszakok vízszintje között. A feltételezések szerint ennek oka az, hogy a vízgyűjtő területek talaját intenzív mezőgazdasági termelésre és lakott területek létrehozására alakítják át, így csökkentve a talaj vízmegtartó és talajvíz-feltöltő képességét, és növelve az időszaki áradások lehetőségét. A szennyezés és a szárazság elpusztítja a flamingók fő táplálékát, a korábban a kékmoszatok közé sorolt cianobaktériumokat, emiatt a flamingók a közeli tavakhoz vándorolnak, főként  az Elmenteia, a Simbi Nyaima és a Bogoria tavakhoz. A feltételezések szerint a helyi klimatikus viszonyok változása szintén hozzájárul a tó vízgyűjtő területének változó környezeti állapotához.

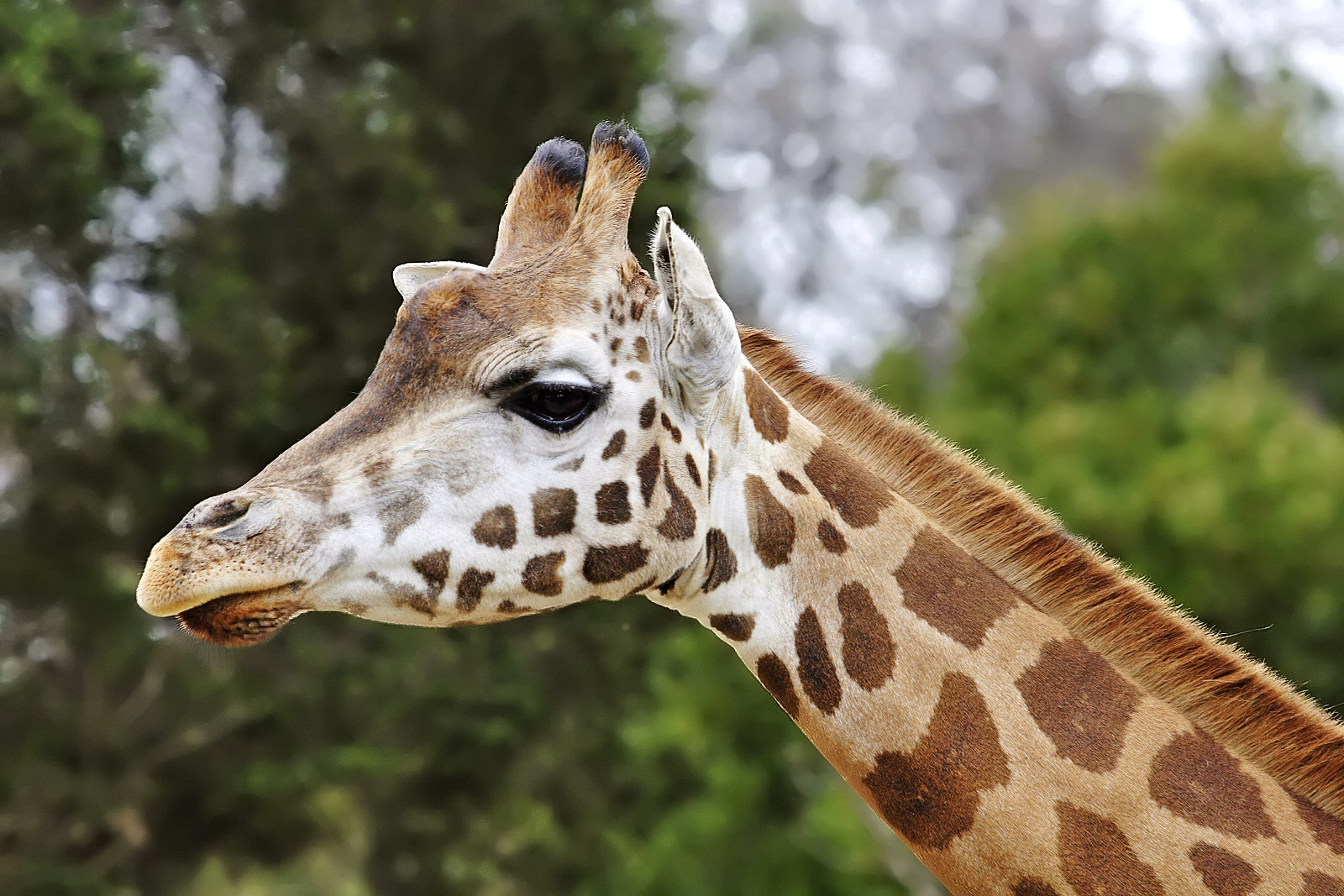
Rothschild-zsiráf

A tó madárlátványosságai közé nemcsak a flamingók tartoznak. Két nagyméretű halászmadár, pelikánok és kormoránok is élnek itt. A langyos és alkalikus víz ellenére egy parányi halfajta, a Tilapia grahami kitűnően elszaporodott benne az 1960-as évek elejei betelepítését követően. A tó madárfajokban igen gazdag, rajta és a környező területen több mint 400 állandóan itt élő faj található. Vöcsök- és csérfélék ezrei láthatók a tavon, továbbá számos gázlómadár, közülük sok európai faj itt telel át.
A park területén 56 különböző emlősfaj, köztük fehér orrszarvúk élnek. Itt él az ország legsűrűbb orrszarvú-állománya, a látogatók jó eséllyel pillanthatják meg őket. Számos, az Természetvédelmi Világszövetség Vörös listáján a kihalófélben lévő fajok között található Rothschild-zsiráf is él a parkban, ezeket 1977 elején telepítették ide Kenya nyugati részéből. A gyűrűsfarkú víziantilop is gyakori, a tó mentén mindkét kenyai alfaj megtalálható. A ragadozók közül az oroszlán és a leopárd él a parkban, ez utóbbi napjainkban ismét gyakran felbukkan. A hüllők közül a nagyméretű pitonokat érdemes megemlíteni.

## Kockázatok

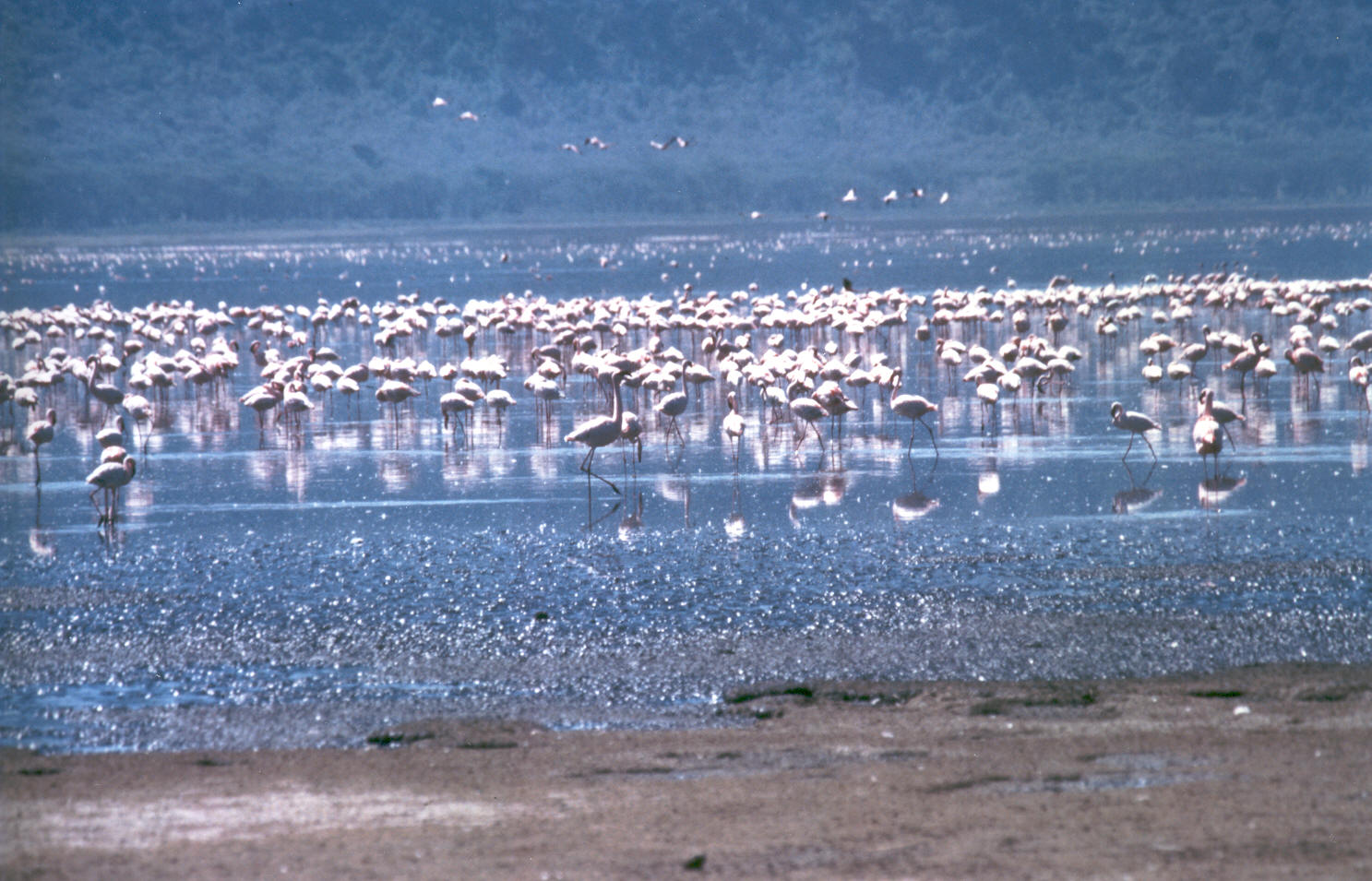
Rózsás flamingók és kis flamingók a tavon

Bár a Nakuru-tó Nemzeti Park védett terület, a park számára mégis fenyegetést jelent mind a területen belül, mind kívül folytatott emberi tevékenység. A tó számára a legnagyobb veszélyt a vízgyűjtő területen folytatott mezőgazdasági tevékenység következtében létrejövő eliszaposodás jelenti. A mezőgazdaságban alkalmazott vegyszerek, műtrágyák, rovarirtók, gyomirtók, valamint a körülbelül 212 000 lakosú Nakuru város ipari és háztartási szennyvize által okozott szennyezés a felszíni vízfolyásokon keresztül jut be a tóba. A tavat felkereső nagyszámú turista, és a turizmushoz kapcsolódó fejlesztések még tovább fenyegetik a tó biológiai erőforrásait. Feljegyzések szerint a tó 1951 és 1953 között kiszáradt; 1953-tól a tó nátrium-háztartását befolyásoló intézkedéseket vezettek be. A tó vize meglehetősen sós, biológiailag sokszínű vízi növényzetnek és állatvilágnak ad otthont. A tóban vízi emlősök, főként vízilovak és nagyfogú tömpeujjú-vidrák (Aonyx capensis)  élnek, míg a park szárazon fekvő része nagy számú egyéb emlősnek ad élőhelyet. A park az orrszarvúk és a Rothschild-zsiráfok (Giraffa camelopardalis rothschildi)  menedékhelye. Egy sótűrő Tilapiagrahami faj betelepítésével, mellyel a szúnyogok számának csökkentését kívánták elérni, halászmadarak (kormoránok, pelikánok, kalapácsfejű madarak) kezdték benépesíteni a tavat. A parkban több mint 300 madárfaj számtalan egyede él.

## Lásd még
- Nagy-hasadékvölgy
- Afrikai Nagy Tavak

## Külső hivatkozások
- National Geographic – "Mysterious Kenya Flamingo Die-Offs Tied to Toxins, Study Says" (November 2002)